# Cataglyphis
Cataglyphis Förster, 1850, è un genere di formiche appartenente alla sottofamiglia Formicinae, cui appartengono numerose specie diffuse nelle regioni aride dell'Europa, dell'Africa e dell'Asia.

## Tassonomia
Il genere comprende oltre 90 specie:
- Cataglyphis abyssinica (Forel, 1904) - Etiopia
- Cataglyphis acutinodis Collingwood & Agosti, 1996 - Yemen
- Cataglyphis adenensis (Forel, 1904) - Yemen
- Cataglyphis aenescens (Nylander, 1849) - Russia
- Cataglyphis agostii Sharaf, in Fadl et al., 2007 - Egitto
- Cataglyphis albicans (Roger, 1859) - Nordafrica
- Cataglyphis alibabae Pisarski, 1965 - Iraq
- Cataglyphis altisquamis (André, 1881) - Siria
- Cataglyphis arenaria Finzi, 1940 - Algeria
- Cataglyphis argentata (Radoszkowsky, 1876) - Egitto
- Cataglyphis asiriensis Collingwood, 1985 - Arabia Saudita
- Cataglyphis aurata Menozzi, 1932 - Sudan
- Cataglyphis bellicosa (Karavaiev, 1924) - Iran
- Cataglyphis bergiana Arnoldi, 1964 - Kazakistan
- Cataglyphis bicolor (Fabricius, 1793) - Nordafrica
- Cataglyphis bicoloripes Walker, 1871 - Egitto
- Cataglyphis bombycina (Roger, 1859) - Libia
- Cataglyphis bucharica Emery, 1925 - Uzbekistan
- Cataglyphis cana Santschi, 1925 - Marocco
- Cataglyphis cinnamomea (Karavaiev, 1910) - Russia
- Cataglyphis cugiai Menozzi, 1939 - India
- Cataglyphis cretica (Forel, 1910)
- Cataglyphis cubica (Forel, 1903)
- Cataglyphis cuneinodis Arnoldi, 1964 - Transcaucasia
- Cataglyphis cursor (Fonscolombe, 1846) - Francia
- Cataglyphis diehlii (Forel, 1902) - Algeria
- Cataglyphis douwesi De Haro & Collingwood, 2000 - Spagna
- Cataglyphis elegantissima Arnoldi, 1968 - Turkmenistan
- Cataglyphis emeryi (Karavaiev, 1911) - Kazakistan
- Cataglyphis emmae (Forel, 1909) - Algeria
- Cataglyphis espadaleri Cagniant, 2009 - Marocco
- Cataglyphis fisheri Sharaf & Aldawood, 2015
- Cataglyphis flavitibia Chang & He, 2002 - Cina
- Cataglyphis flavobrunnea Collingwood & Agosti, 1996 - Oman
- Cataglyphis floricola Tinaut, 1993 - Spagna
- Cataglyphis foreli (Ruzsky, 1903) - Russia
- Cataglyphis fortis (Forel, 1902) - Algeria
- Cataglyphis fossilis Cagniant, 2009 - Marocco
- Cataglyphis frigida (André, 1881) - Siria
- Cataglyphis gadeai De Haro & Collingwood, 2003 - Spagna
- Cataglyphis gaetula Santschi, 1929 - Marocco
- Cataglyphis glabilabia Chang & He, 2002 - Cina
- Cataglyphis gracilens Santschi, 1929 - Russia
- Cataglyphis hannae Agosti, 1994 - Tunisia
- Cataglyphis harteni Collingwood & Agosti, 1996 - Yemen
- Cataglyphis helanensis Chang & He, 2002 - Cina
- Cataglyphis hispanica (Emery, 1906)
- Cataglyphis holgerseni Collingwood & Agosti, 1996 Israele
- Cataglyphis humeya Tinaut, 1991 - Spagna
- Cataglyphis iberica (Emery, 1906) - Spagna
- Cataglyphis indica Pisarski, 1962 - India
- Cataglyphis isis (Forel, 1913) - Egitto
- Cataglyphis italica (Emery, 1906) - Italia
- Cataglyphis kurdistanica Pisarski, 1965 - Iraq
- Cataglyphis laevior Santschi, 1929 - Algeria
- Cataglyphis livida (André, 1881) - Israele
- Cataglyphis longipedem (Eichwald, 1841) - Kazakistan
- Cataglyphis lunatica Baroni Urbani, 1969 - Turchia
- Cataglyphis machmal Radchenko & Arakelian, 1991 - Armenia
- Cataglyphis marroui Cagniant, 2009 - Marocco
- Cataglyphis mauritanica (Emery, 1906) - Tunisia
- Cataglyphis minima Collingwood, 1985 - Arabia Saudita
- Cataglyphis nigra (André, 1881) - Israele
- Cataglyphis nigripes Arnoldi, 1964 - Georgia
- Cataglyphis nodus (Brullé, 1833) - Grecia
- Cataglyphis oasium Menozzi, 1932 - Tunisia
- Cataglyphis opacior Collingwood & Agosti, 1996 - Yemen
- Cataglyphis otini Santschi, 1929 - Marocco
- Cataglyphis oxiana Arnoldi, 1964 - Turkmenistan
- Cataglyphis pallida Mayr, 1877 - Kazakistan
- Cataglyphis piligera Arnoldi, 1964 - Uzbekistan
- Cataglyphis piliscapa (Forel, 1901) - Francia
- Cataglyphis pilisquamis Santschi, 1929 - Marocco
- Cataglyphis pubescens Radchenko & Paknia, 2010 - Iran
- Cataglyphis rosenhaueri Santschi, 1925 - Spagna
- Cataglyphis rubra (Forel, 1903) - Algeria
- Cataglyphis sabulosa Kugler, 1981 - Israele
- Cataglyphis saharae Santschi, 1929 - Algeria
- Cataglyphis savignyi (Dufour, 1862) - Egitto
- Cataglyphis semitonsa Santschi, 1929 - Algeria
- Cataglyphis setipes (Forel, 1894) - India
- Cataglyphis shuaibensis Collingwood & Agosti, 1996 - Yemen
- Cataglyphis stigmata Radchenko & Paknia, 2010 - Iran
- Cataglyphis takyrica Dlussky, Soyunov & Zabelin, 1990 - Turkmenistan
- Cataglyphis tartessica Amor & Ortega, 2014
- Cataglyphis theryi Santschi, 1921 - Marocco
- Cataglyphis turcomanica Crawley, 1920
- Cataglyphis urens Collingwood, 1985 - Oman
- Cataglyphis vaucheri (Emery, 1906) - Marocco
- Cataglyphis velox Santschi, 1929 - Spagna
- Cataglyphis viatica (Fabricius, 1787) - Spagna
- Cataglyphis viaticoides (André, 1881) - Libano
- Cataglyphis zakharovi Radchenko, 1997 - Turkmenistan

### Alcune specie

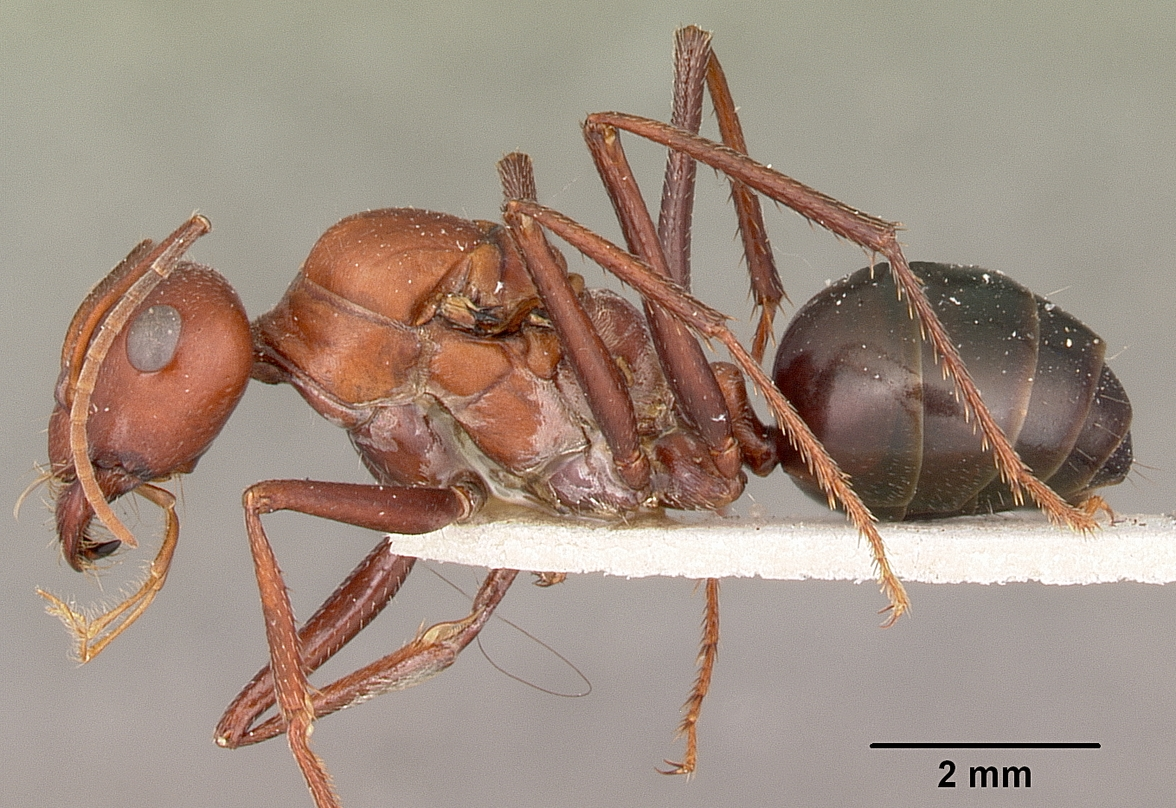
Cataglyphis bicolor
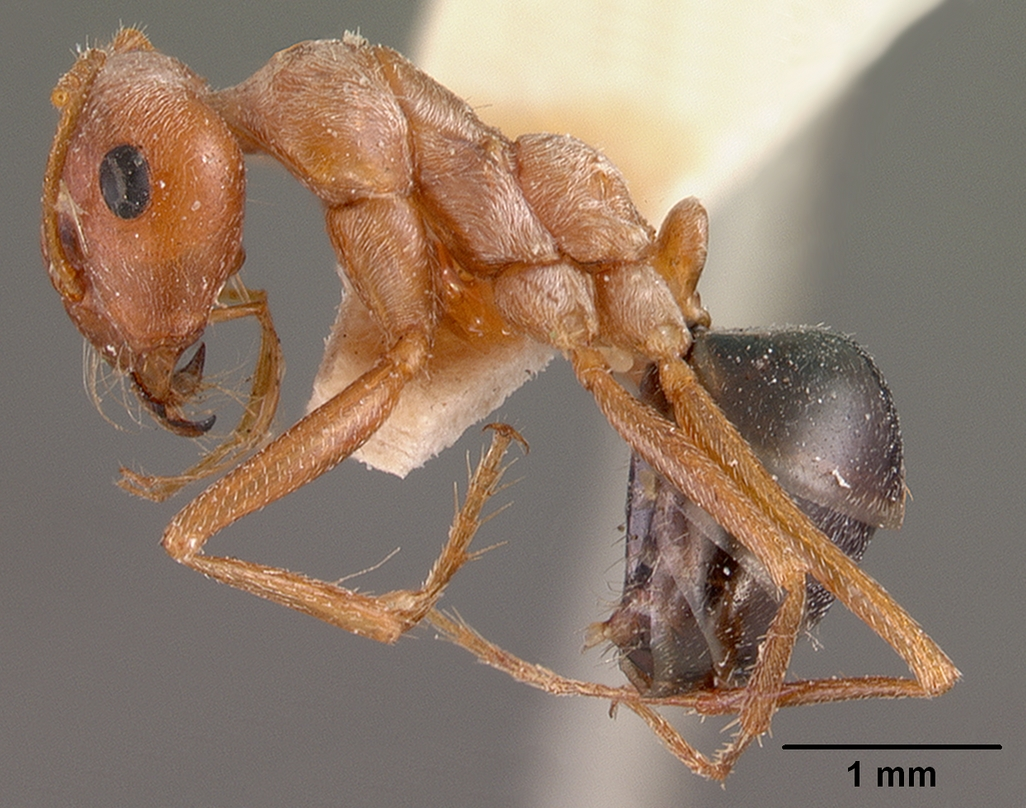
Cataglyphis bombycina
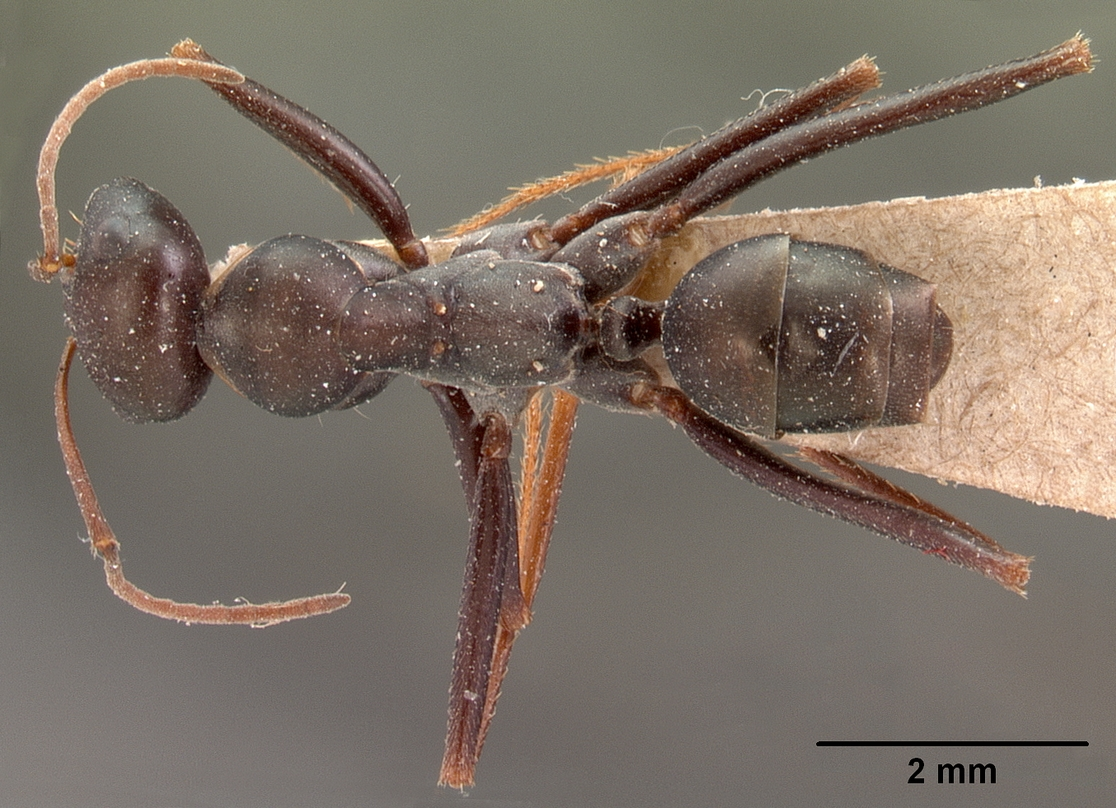
Cataglyphis cursor
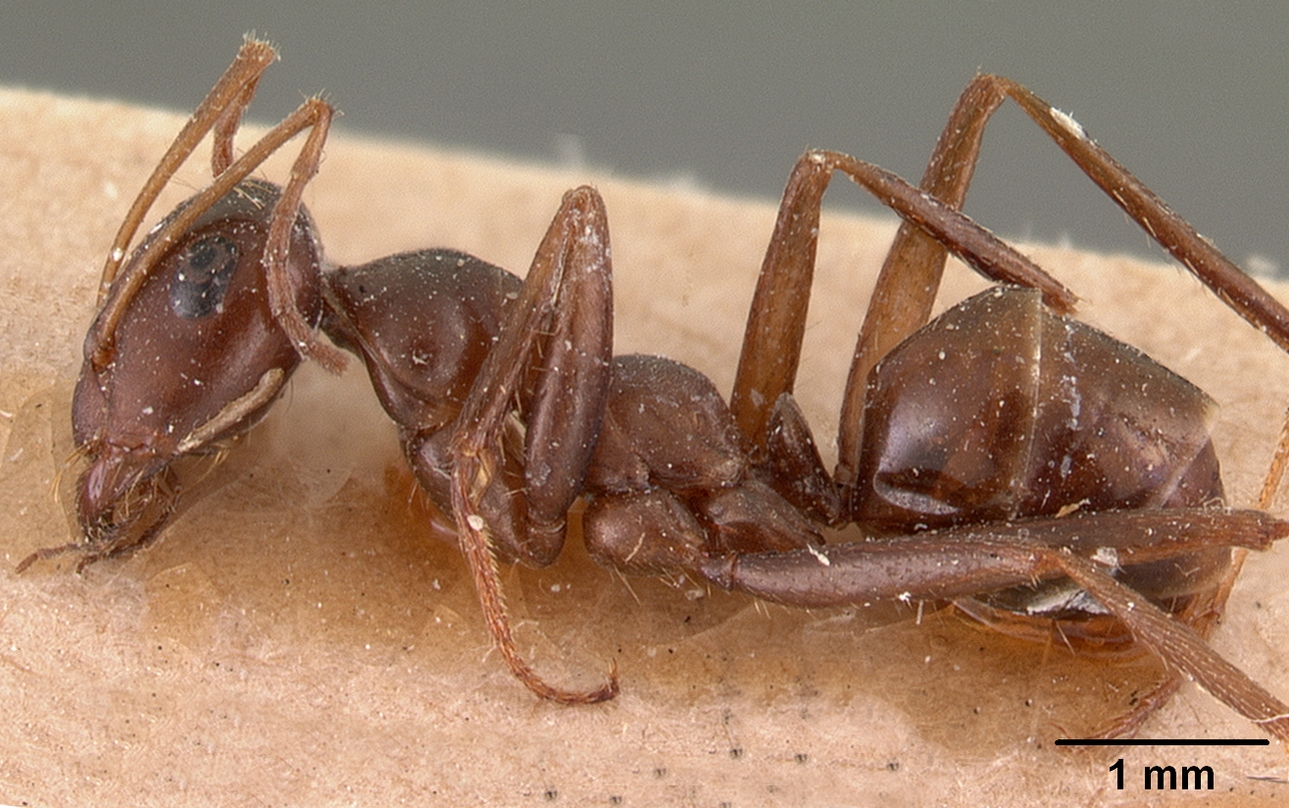
Cataglyphis fortis
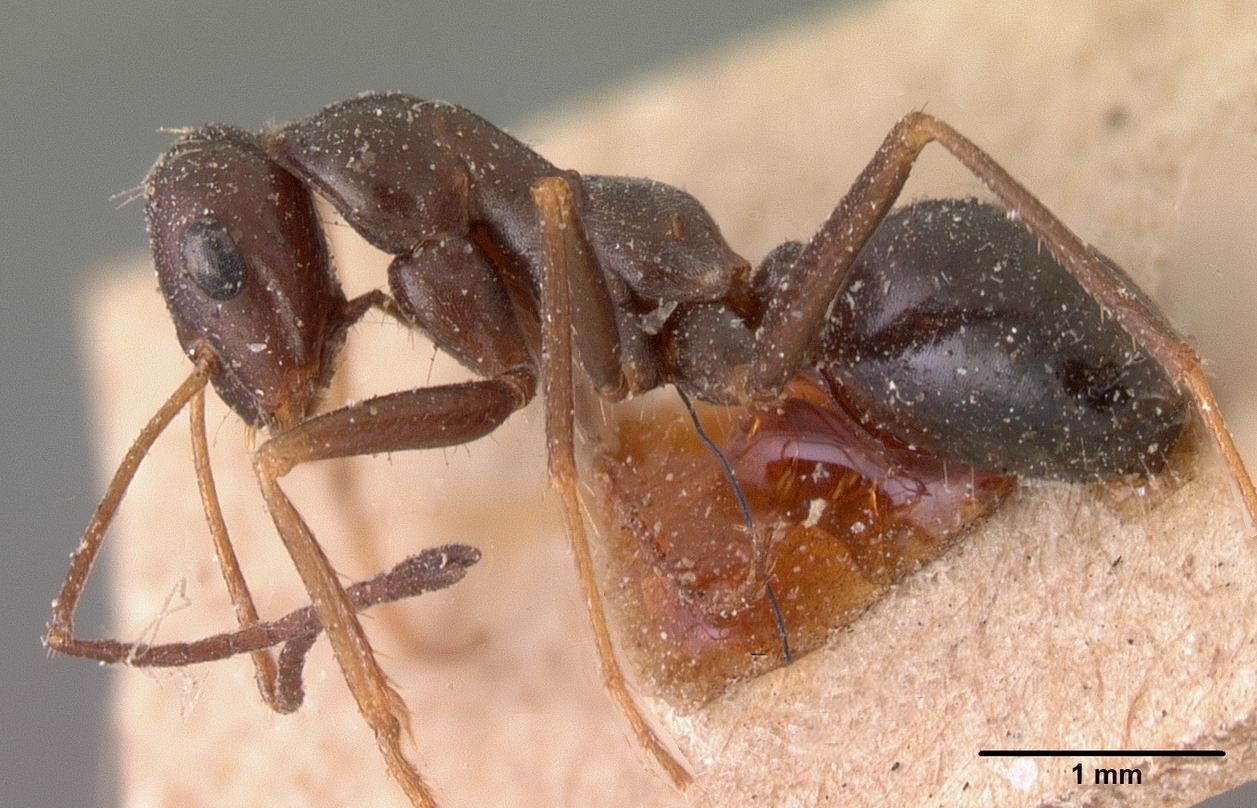
Cataglyphis frigida
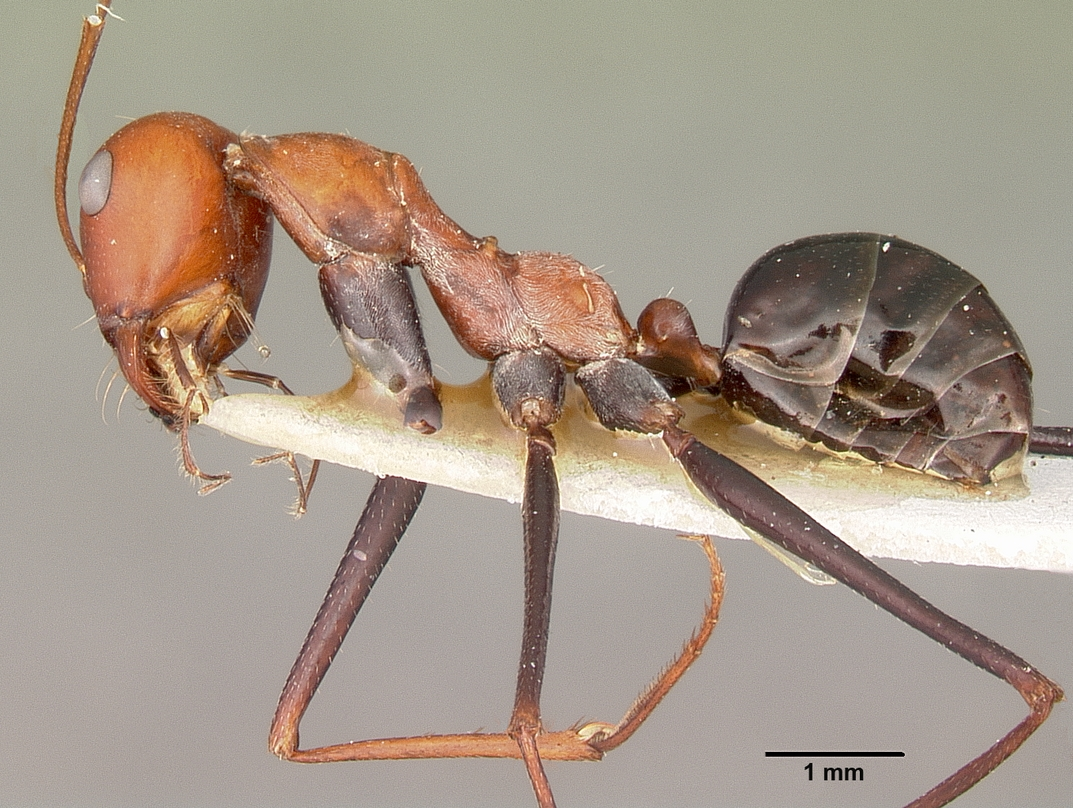
Cataglyphis italica
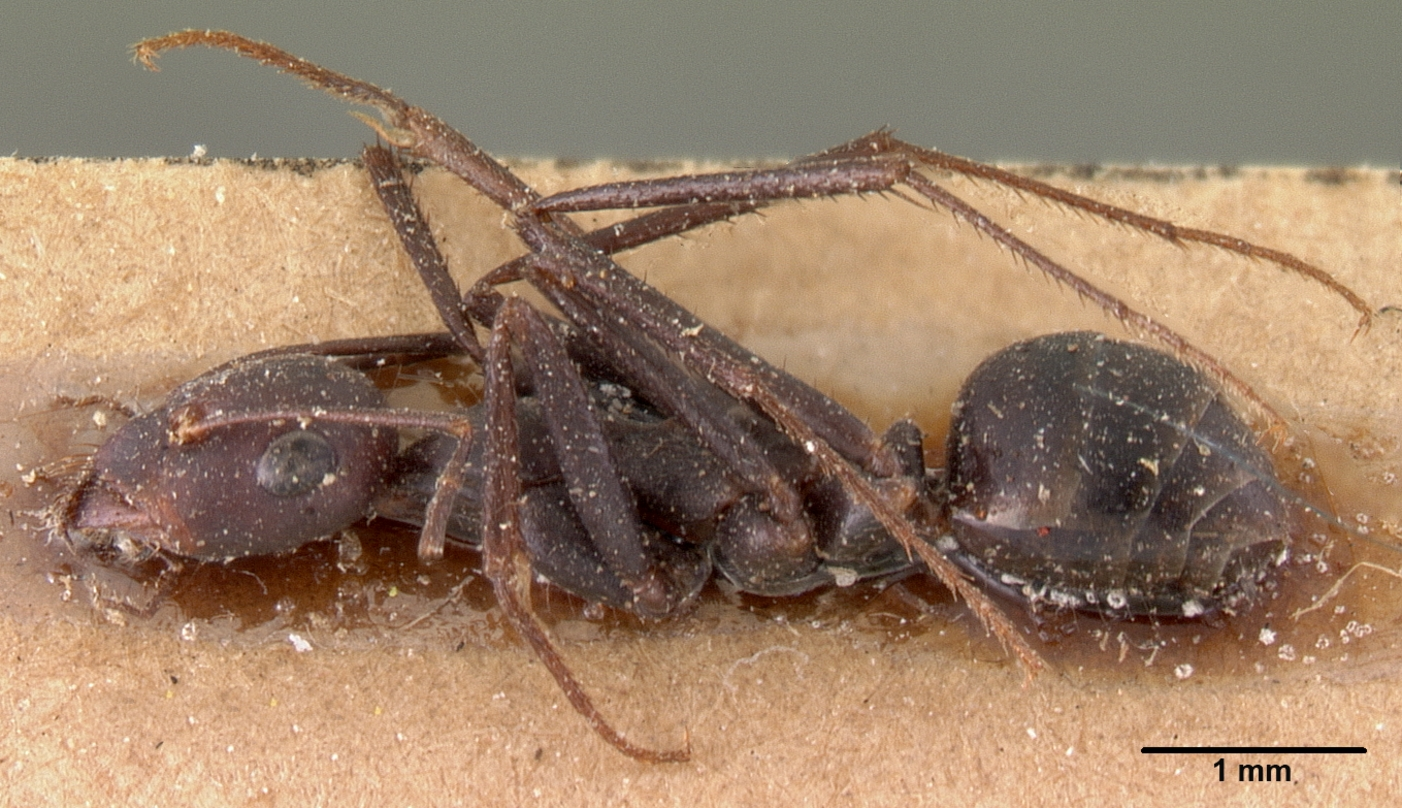
Cataglyphis laevior
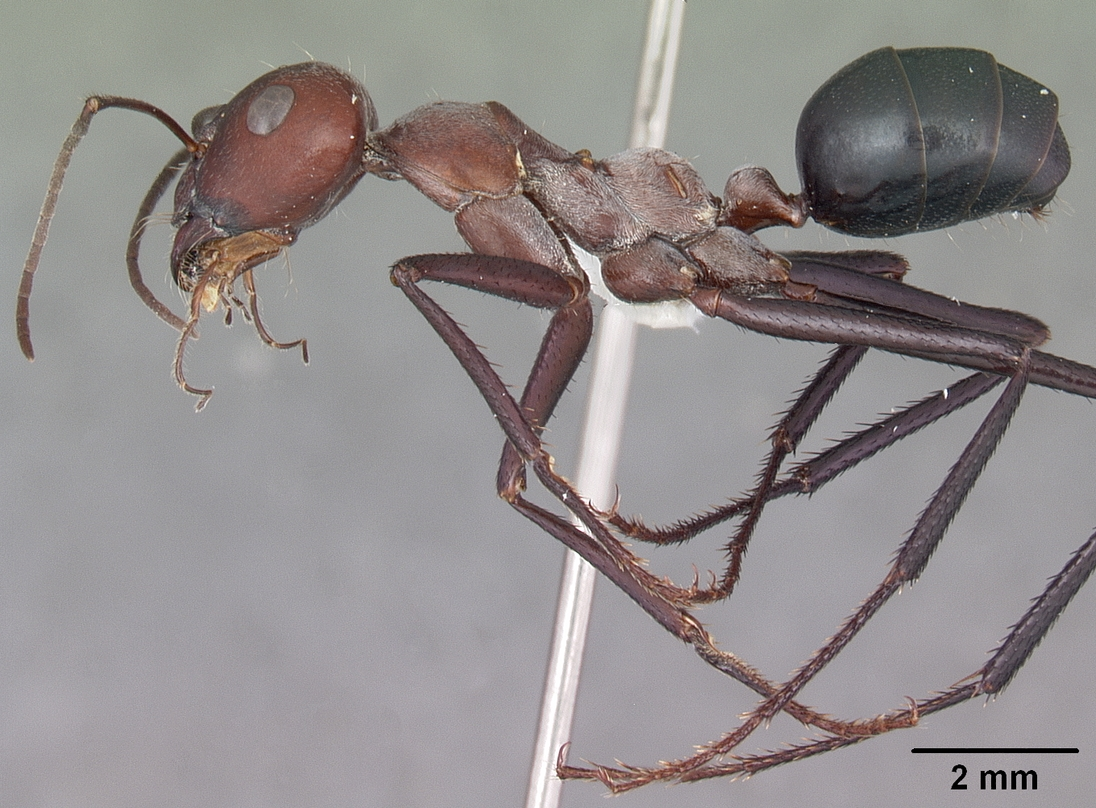
Cataglyphis mauritanica
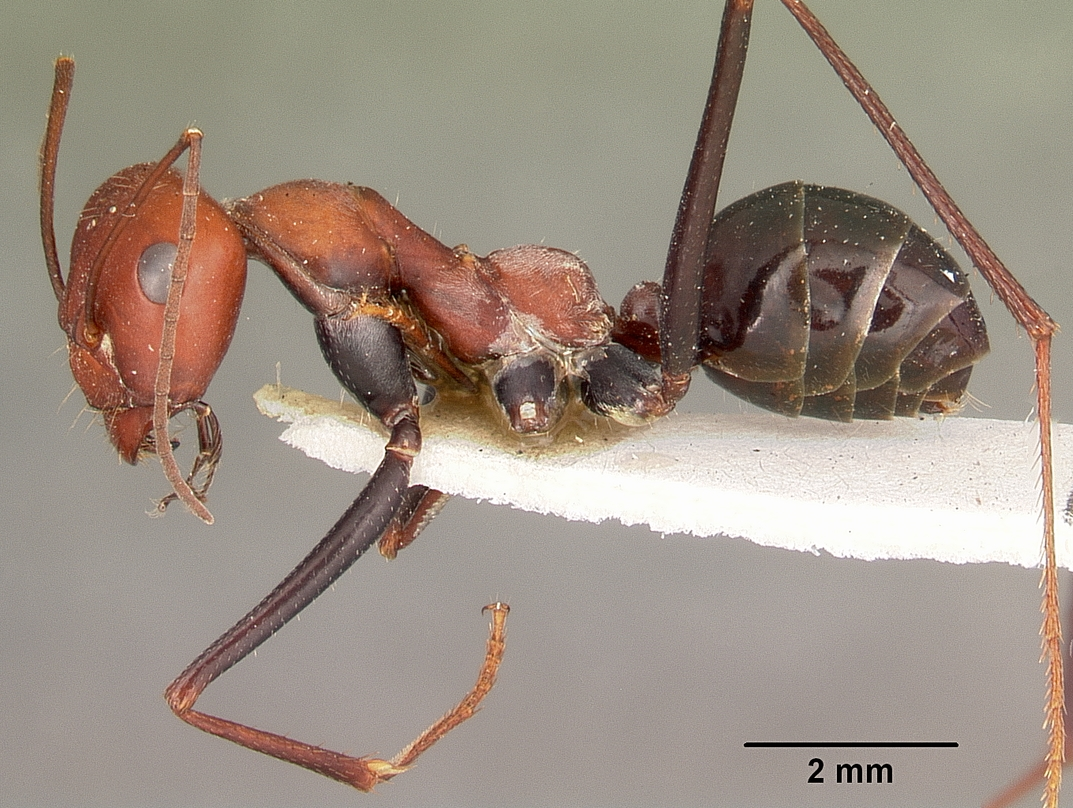
Cataglyphis nodus
- Cataglyphis viatica